# Morton Smith

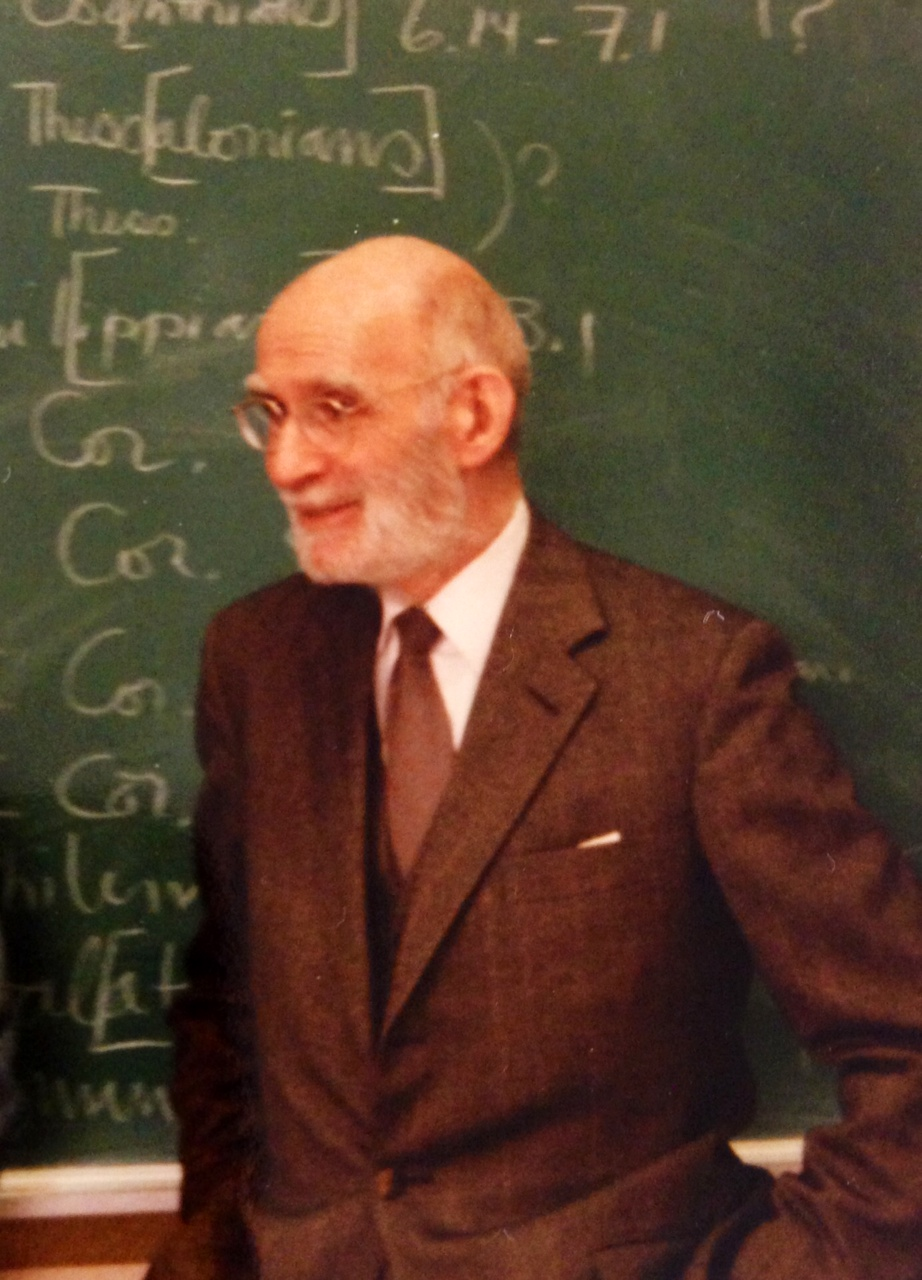
Morton Smith

Morton Smith (* 28. Mai 1915 in Philadelphia; † 11. Juli 1991 in New York City) war ein US-amerikanischer Historiker, Theologe und Hochschullehrer. Er lehrte u. a. an der Columbia University antike Geschichte. Er wurde insbesondere für die Entdeckung des umstrittenen Geheimen Markusevangeliums bekannt.

## Leben
Smith erwarb Bachelorgrade am Harvard College und an der Harvard University, promovierte dann in Geschichtswissenschaften an der Hebrew University in Jerusalem und in Theologie an der Harvard Divinity School. Er unterrichtete danach an der Brown University und der Drew University und wechselte 1957 an die Columbia University. 1958 entdeckte er während eines Sabbaticals im Kloster Mar Saba bei Betlehem ein Fragment des umstrittenen Geheimen Markusevangeliums und veröffentlichte dazu 1960 eine Arbeit über magische Elemente des Frühchristentums. Die Etablierung des strikten Monotheismus im Judentum datierte er auf einen relativ späten Zeitpunkt. Er wurde 1973 zum Mitglied der American Academy of Arts and Sciences ernannt. Nach seiner Emeritierung als Professor im Jahr 1985 hielt er noch bis 1990 Vorlesungen in Theologie.
Smith verstarb in Manhattan an Herzversagen und hinterließ keine direkten Verwandten.

## Veröffentlichungen (Auswahl)
- Tannaitic Parallels to the Gospels (1951)
- The Ancient Greeks (1960)
- Heroes and Gods: Spiritual Biographies in Antiquity (gemeinsam mit Moses Hadas) (1965)
- Palestinian Parties and Politics That Shaped the Old Testament (1971)
- Clement of Alexandria and a Secret Gospel of Mark (1973)
- The Secret Gospel (1973)
- The Ancient History of Western Civilization (gemeinsam mit Elias Bickermann) (1976)
- Jesus the Magician: Charlatan or Son of God? (1978)
- Hope and History (1980)
- Studies in the Cult of Yahweh. Vol. 1. Historical Method, Ancient Israel, Ancient Judaism. Vol. 2. New Testament, Early Christianity, and Magic (herausgegeben von Shaye J. D. Cohen) (1996)
- What the Bible Really Says (herausgegeben mit R. Joseph Hoffmann) (1992).

Zudem zahlreiche Beiträge in Zeitschriften und anderen Publikationen.

## Auszeichnungen
- Lionel Trilling Book Award (für Jesus the Magician)
- Ralph Marcus Centennial Award of the Society of Biblical Literature